# Adolf Grünbaum
Adolf Grünbaum (Colonia, 15 maggio 1923 – Pittsburgh, 15 novembre 2018) è stato un filosofo della scienza tedesco.

## Biografia
Grünbaum ha studiato fisica e filosofia alla Wesleyan University (Middletown, Connecticut) ed è stato professore alla Lehigh University di Bethlehem (dal 1956 al 1960), prima di diventare professore di filosofia all'Università di Pittsburgh, nel 1960, e poi docente di storia e filosofia della scienza. Si è congedato dai suoi incarichi al Dipartimento di Filosofia nel 2003. Ha ricevuto il Lakatos Award e si è fatto valere come critico severo della psicoanalisi.
Negli anni sessanta Grünbaum ha fondato il Dipartimento di Storia e Filosofia della Scienza a Pittsburgh, e il Centro di Filosofia della Scienza. È comunemente considerato il creatore di uno dei più "solidi" dipartimenti di filosofia, nel quale è riuscito ad attirare molti membri del dipartimento di filosofia della Yale, come Wilfrid Sellars, Nicholas Rescher, Nuel Belnap e Alan Ross Anderson. È stato Senior Professor di filosofia della scienza alla Andrew Mellon, portavoce del Center for Philosophy of Science e ricercatore e docente di Psichiatria all'Università di Pittsburgh.
È stato anche membro dell'American Academy of Arts and Sciences.

## Critica della psicoanalisi
Nel libro I fondamenti della psicoanalisi Grünbaum sottopone ad analisi critica i requisiti scientifici della psicanalisi, arrivando alla conclusione che la psicoanalisi è in effetti scientifica, ma allo stato non provata, ossia è una “cattiva” scienza. I suoi bersagli polemici sono tre. Da una parte gli ermeneuti (Habermas, Ricoeur) i quali sostengono che la psicoanalisi non è una scienza naturale (ma una sorta di filosofia ermeneutica): egli fa notare che Freud ha sempre rivendicato il metodo scientifico della sua impresa. In secondo luogo Popper, il quale sostiene che la psicanalisi è una pseudo-scienza, contro il quale Grünbaum obietta che la teoria freudiana è falsificabile.
L’ultimo bersaglio è Freud stesso, del quale affronta il cuore della dottrina, ossia la teoria della rimozione. In proposito Freud aveva sostenuto due tesi causali: secondo la prima, solo il trattamento analitico può produrre nel paziente una corretta visione delle cause inconsce delle sue nevrosi, in base alla seconda, tale presa di coscienza del paziente è necessaria per la soluzione dei suoi conflitti e per una guarigione durevole. Da tale impostazione consegue che vi è concordanza tra interpretazione analitica e realtà interiore del paziente: Grünbaum chiama tale deduzione “argomento della concordanza”. Da ciò discende che i dati clinici sono affidabili e veridici. In sostanza Freud avrebbe affidato la prova delle sue teorie e dei suoi metodi al successo terapeutico.
Secondo Grünbaum invece i dati clinici non possono costituire una prova, perché inevitabilmente “ contaminati” dall’analista: i pazienti volendo compiacere il terapeuta, producono quei risultati che soddisfano le aspettative teoriche, come previsioni che si auto-avverano. Inoltre gli stessi argomenti clinici, se anche accettati come genuini, sono a giudizio dell’autore insufficienti. Ad esempio la tecnica delle associazioni libere, oltre a implicare che l’analista imponga una griglia selettiva, si basa sulla confusione tra affinità tematica e connessione causale. E in realtà l’argomento della concordanza non ha supporto empirico. Studi comparativi hanno dimostrato che la psicoanalisi non è superiore, in termini di risultati del trattamento, alle terapie rivali (es. comportamentiste). Perciò secondo l’autore è ragionevole interpretare i suoi successi terapeutici, quando presenti, come effetto placebo. Ossia, la scomparsa dei sintomi non necessariamente è causata dall’emergere delle rimozioni, ma può derivare dal rapporto col terapeuta e dalle aspettative di guarigione destate nel paziente. Freud stesso nell’ultima fase della sua vita era tormentato da un simile dubbio. Di conseguenza Grünbaum ritiene che evidenze scientifiche a favore della psicoanalisi si potranno trovare in futuro solo tramite studi sperimentali extra-clinici.

## Opere
È autore di più di 370 articoli, oltre che di libri sullo spazio-tempo e di critica della psicoanalisi, tra cui:
- Philosophical Problems of Space and Time. Dordrecht & Boston: D. Reidel (1963);
- Epistemological liabilities of the clinical appraisal of psychoanalytic theory. Noûs, 14: 307-385 (1980);
- Can psychoanalytic theory be cogently tested "on the couch"?. Psychoanalysis & Contemporary Thought, 5 (n. 2 e 3): 155-255; 311-436 (1982);
- Freud's theory: the perspective of a philosopher of science. 1982 Presidential Address to the American Philosophical Association, Eastern Division. Proceedings and Addresses of the American Philosophical Association, 57: 5-31 (1983); traduzione italiana in: L'anima e il compasso. Saggi su psicoanalisi e metodo scientifico, a cura di P. Repetti. Theoria, Roma (1985), pp. 87–138;
- The Foundations of Psyhoanalysis. A Philosophical Critique. Berkeley, CA: University of California Press (1984); traduzione italiana: I fondamenti della psicoanalisi. Milano: Il Saggiatore (1988);
- The placebo concept in medicine and psychiatry. Psychological Medicine, 16: 19-38 (1986);
- A Century of Psychoanalysis: Critical Retrospect & Prospect. Bulletin of the Center for West European Studies of the University of Pittsburgh, February 1988, pp. 1 e 7; traduzione italiana: Un secolo di psicoanalisi: bilancio e prospettive; in KOS, 152: 26-31;
- The Degeneration of Popper's Theory of Demarcation. Epistemologia, XII, 2: 235-260 (1989);
- Validation in the Clinical Theory of Psychoanalysis. A Study in the Philosophy of Psychoanalysis (Psychological Issues, 61). Madison, CT: Int. University Press. (1993);
- Reflections on "The Foundations of Psychoanalysis". The Behavioral and Brain Sciences, 2: 217-284 (1986); traduzione italiana in: Psicoanalisi: obiezioni e risposte, a cura di M. Pera, Roma: Armando (1988).